# ばくだん丼

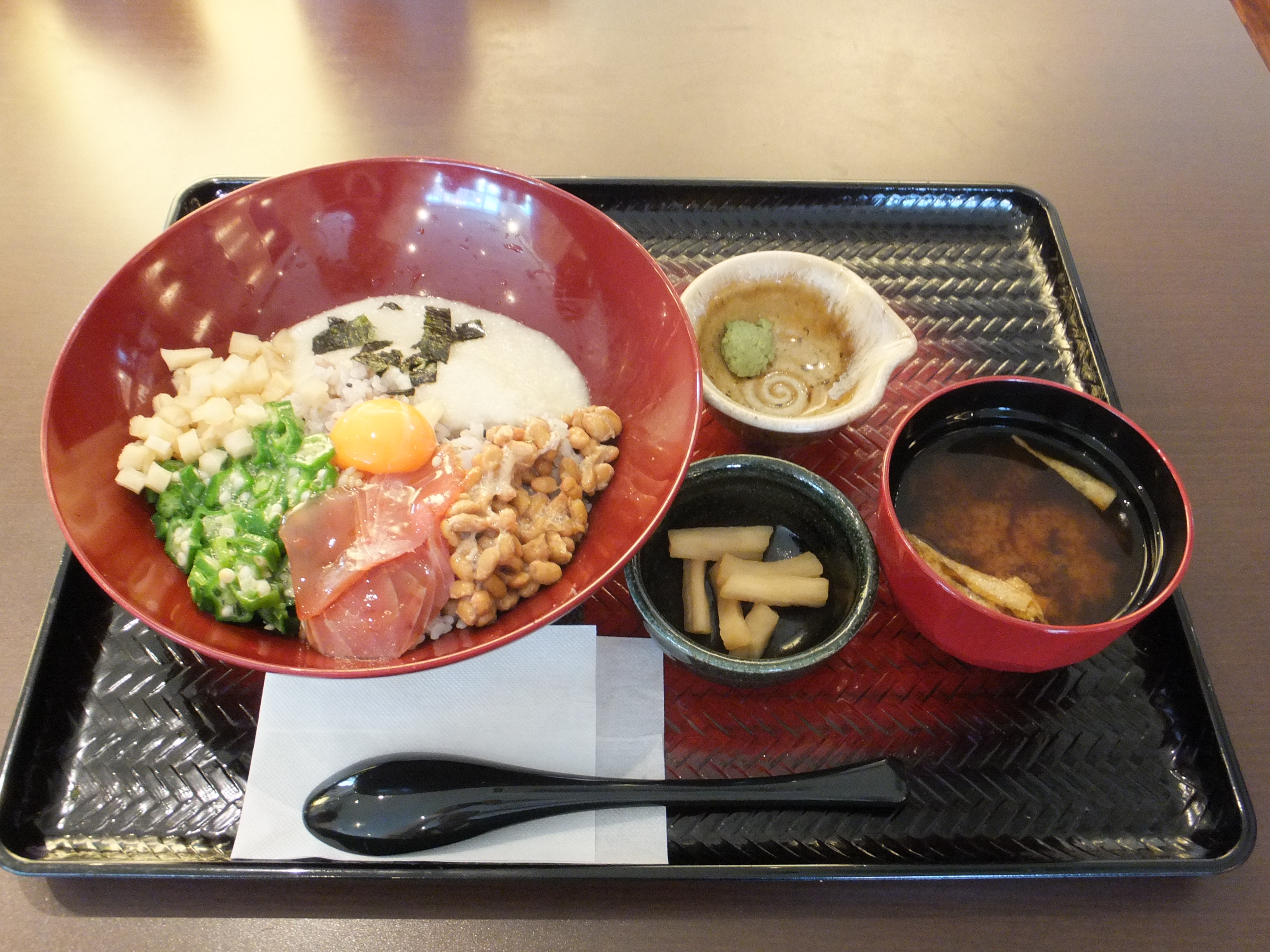
ばくだん丼（味噌汁、漬物付き）
大戸屋にて

ばくだん丼（ばくだんどん）とは、生マグロ、納豆、生卵、オクラなどを丼に盛った飯の上に載せた料理。

## 概要
通常は、マグロ、納豆、卵、オクラなどを盛り、醤油とワサビで食す。地方によって飯の上に盛る具は異なり、日本各地に各地の特産品を取り入れた同名の郷土料理が存在する。以前は一般にはそれほど広く知られた料理とは言えなかったが、近年は大戸屋などのメニューにも取り入れられたり、海鮮丼専門店で扱うことも増加してきた。単に飯を抜いた「ばくだん」を酒肴として提供する居酒屋や寿司屋なども多い。
｢ばくだん｣の由来は、混ぜることを爆発に例えたという説や、混ぜたものを爆薬に見立てたという説があり、一定したものはない。

## その他
ふるさと祭り東京2010における全国ご当地どんぶり選手権で、八戸から出品のイカを用いた「八戸ばくだん」が準優勝した。
なお、優勝どんぶりは富山から出品の「しろえびかき揚げ丼」であった。